# بوسان (ذمار)
بوسان هي إحدى قرى الجمهورية اليمنية. تتبع جغرافيا لمحافظة ذمار وإداريًا لمديرية الحداء. يبلغ تعداد سكانها 2586 نسمة حسب الإحصاء الذي أجري عام 2004.